# マリオス・オイコノム
マリオス・イコノム（ギリシア語: Μάριος Οικονόμου, ラテン文字表記: Marios Oikonomou, 1992年10月6日 - ）は、ギリシャ・ヨアニナ出身の同国代表サッカー選手。UCサンプドリア所属。ポジションはDF。

## 経歴

### 初期
ヨアニナに生まれ、PASヤニナFCのユースでサッカーを始める。2012-13シーズンよりトップチームに昇格。

### カリアリ
ヤニナでのシーズン終了後、セリエAのカリアリ・カルチョに50万ユーロで移籍。自身初の国外挑戦だった。2013年4月6日のASローマ戦でデビューを果たすが、カリアリでは1年間を通してこの1試合の出場に留まり不完全燃焼に終わった。

### ボローニャ
出場機会を求め、2014年7月1日にセリエBのボローニャFCへ移籍。これと同時にアレッサンドロ・カペッロがカリアリに移籍した。2014年11月23日のテルナーナ・カルチョ戦でデビュー。クラブはセリエBで3位となりセリエAに昇格。カリアリはこれと入れ替わる形でセリエBに降格した。
SPAL
2017年7月3日、S.P.A.L.にレンタル移籍した。SPALが降格を免れた場合に買い取り義務が発生するオプションが付帯している。8月12日にホームで行われたACレナーテとのコッパ・イタリアで同クラブデビューし、1-0の勝利で飾った。しかしレオナルド・センプリーチ監督の下での出場機会は限られた。
バーリ
2018年1月11日、SPALへのローンを打ち切りセリエBのFCバーリ1908へシーズン終了までレンタルとなった。同月27日のエンポリFC戦(0-4)でデビューした。
AEKアテネ
2018年6月28日、AEKアテネFCへシーズン終了までレンタル移籍。

### AEKアテネ
2019年1月22日、AEKアテネFCに完全移籍となり、2022年夏までの契約を結んだ。

### コペンハーゲン
2022年9月3日、FCコペンハーゲンに2年契約で移籍した。

### サンプドリア
2023年2月17日、UCサンプドリアに加入した。

## 代表歴
2012年にギリシャU-21代表に招集された。2012年11月14日のオーストラリアU-21戦で同代表として公式戦初デビューを果たす。2016年3月16日に初めてA代表に選出され、アイスランド及びモンテネグロとの親善試合に招集された。同年3月24日のモンテネグロ戦でA代表初出場となった。